# Неарх (лунный кратер)
Кратер Неарх (лат. Nearch) — большой древний ударный кратер в юго-восточной материковой части видимой стороны Луны. Название присвоено в честь древнегреческого мореплавателя Неарха (ок.360 — ок.300 до н. э.) и утверждено Международным астрономическим союзом в 1935 г. Образование кратера относится к донектарскому периоду.

## Описание кратера
Ближайшими соседями кратера являются кратер Хоммель на северо-западе; кратер Влакк на севере; кратер Розенбергер на севере-северо-востоке; кратер Хагек на востоке-юго-востоке и кратер Мут на юго-западе. Селенографические координаты центра кратера 58°35′ ю. ш. 39°01′ в. д. / 58,58° ю. ш. 39,01° в. д., диаметр 72,8 км, глубина 4200 м.
Кратер Неарх имеет циркулярную форму и значительно разрушен. Вал сглажен и отмечен множеством небольших кратеров, особенно в восточной части, юго-восточная часть вала перекрыта сателлитным кратером Неарх A (см. ниже). Высота вала над окружающей местностью достигает 1320 м, объем кратера составляет приблизительно 5100 км³. Дно чаши ровное, за исключением юго-восточной части покрытой породами выброшенными при образовании сателлитного кратера Неарх A, отмечено множеством мелких кратеров.

## Сателлитные кратеры
| Неарх | Координаты                                            | Диаметр, км |
| ----- | ----------------------------------------------------- | ----------- |
| A     | 60°12′ ю. ш. 40°10′ в. д. / 60,2° ю. ш. 40,16° в. д.  | 42,5        |
| B     | 61°04′ ю. ш. 35°55′ в. д. / 61,07° ю. ш. 35,91° в. д. | 40,5        |
| C     | 62°08′ ю. ш. 35°31′ в. д. / 62,14° ю. ш. 35,51° в. д. | 37,6        |
| D     | 57°10′ ю. ш. 38°05′ в. д. / 57,17° ю. ш. 38,09° в. д. | 8,9         |
| E     | 61°31′ ю. ш. 33°57′ в. д. / 61,51° ю. ш. 33,95° в. д. | 10,9        |
| F     | 63°06′ ю. ш. 38°07′ в. д. / 63,1° ю. ш. 38,12° в. д.  | 8,2         |
| G     | 63°28′ ю. ш. 39°58′ в. д. / 63,46° ю. ш. 39,96° в. д. | 5,7         |
| H     | 57°44′ ю. ш. 40°35′ в. д. / 57,73° ю. ш. 40,58° в. д. | 9,7         |
| J     | 57°25′ ю. ш. 37°33′ в. д. / 57,41° ю. ш. 37,55° в. д. | 7,9         |
| K     | 58°02′ ю. ш. 35°16′ в. д. / 58,03° ю. ш. 35,26° в. д. | 12,5        |
| L     | 58°34′ ю. ш. 35°36′ в. д. / 58,57° ю. ш. 35,6° в. д.  | 23,7        |
| M     | 58°37′ ю. ш. 35°09′ в. д. / 58,61° ю. ш. 35,15° в. д. | 7,5         |

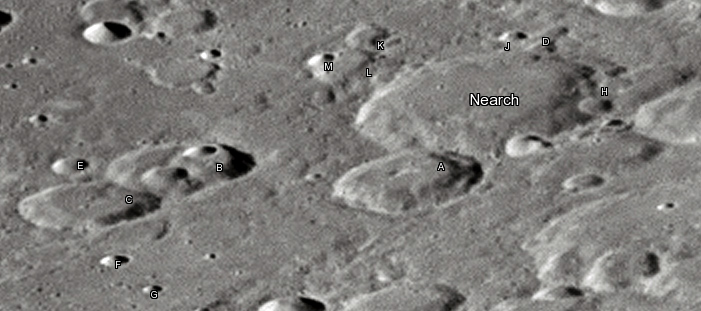
Снимок Девида Кемпбелла.

- Образование сателлитного кратера Неарх A относится к нектарскому периоду[1].

## См.также
- Список кратеров на Луне
- Лунный кратер
- Морфологический каталог кратеров Луны
- Планетная номенклатура
- Селенография
- Минералогия Луны
- Геология Луны
- Поздняя тяжёлая бомбардировка